# 中谷ハルナ
中谷 ハルナ（なかたに ハルナ、1959年7月22日 - ）は、日本の翻訳家。
東京都生まれ。成蹊大学文学部卒業。日本推理作家協会会員。

## 訳書
- サラ・ギルバート『プリティ・リーグ』角川文庫、1992年
- 『SEX by MADONNA―─マドンナ写真集』同朋舎出版、1992年
- エリス・ウェイナー『ノーザン・エクスポージャー―─シシリーからの手紙』扶桑社、1993年
- ケイ・ターナー『マドンナを夢みて―─女性たちの夢に現われたポップスの女神』同朋舎出版、1994年
- 『マドンナ　ガーリーショー』同朋舎出版、1994年
- ミシェル・スラング『スロウ・ハンド』角川書店、1994年
- バーバラ・キースリング『セックス革命―M.O.で変わるふたりの愛』同朋舎出版、1994年
- パティ・マスマン、スーザン・ロッサー『涙のデザート』（上・下）集英社文庫、1995年
- ジャネット・デイリー『愛は激しく』角川スカーレット文庫、1995年
- シェリー・アッシュワース『スリム＆ファット』青山出版社、1996年
- ワン・ピン『アメリカン・ビザ』角川書店、1996年
- クリスティーン・ベル『太陽に抱かれて』日本文芸社、1997年
- デイジー・ウォー『アフリカの小さな町で』角川書店、1997年
- ノーラ・ロバーツ『悲劇はクリスマスのあとに』(上・下) 角川文庫、1997年
- パール・アブラハム『愛を読む人』角川書店、1998年
- ノーラ・ロバーツ『愛ある裏切り』（上・下）扶桑社、1999年
- ローラ・ジッグマン『グドール博士の恋愛方程式』角川書店、1999年
- レニー・スウィンドル『プリーズ、プリーズ、プリーズ』角川書店、2000年
- ノーラ・ロバーツ『珊瑚礁の伝説』（上・下）扶桑社、2000年
- ヴェラ・キャスパリ『愛と疑惑の間に』小学館文庫、2000年
- ジュディス・マクノート『夜は何をささやく』新潮文庫、2001年
- デイヴィッド・シックラー『マンハッタンでキス』早川書房、2001年
- ローラ・ジッグマン『恋する遺伝子』角川書店、2001年
- ネヴァダ バー、J・D・ロブ他『裸のフェニックス』加藤洋子、小林浩子他共訳、ソニー・マガジンズ、2002年
- アマンダ・クイック『エメラルドグリーンの誘惑』ソニー・マガジンズ、2002年
- スパークル・ヘイター『トレンチコートに赤い髪』新潮文庫、2002年
- シェリー・ベネット『ラーラはただのデブ』集英社文庫、2003年
- スパークル・ヘイター『ボンデージ!』新潮文庫、2003年
- ノーラ・ロバーツ『ぶどう畑の秘密』（上・下）扶桑社、2003年
- エリカ・スピンドラー『ショッキング・ピンク』（上・下）ハーレクイン、2004年
- アマンダ・クイック 『隻眼のガーディアン』ソニーマガジンズ、2004年
- ローラ・ジッグマン『嫉妬深い彼女』ソニー・マガジンズ、2005年
- J・D・ロブ『イヴ＆ローク8　白衣の神のつぶやき』ソニー・マガジンズ、2005年
- マライア・スチュアート『ダーク・リバー』集英社文庫、2006年
- アマンダ・クイック『黒衣の騎士との夜に』ヴィレッジブックス、2006年
- J・D・ ロブ『イヴ＆ローク14　イヴに捧げた殺人』ヴィレッジブックス、2007年
- エリース・エイブラムズ・ミラー『セレブな恋にご用心』集英社文庫、2007年
- ローラ・ジッグマン『恋するエリーズの妄想』ヴィレッジブックス、2007年
- P・J・トレイシー 『ミネアポリス警察署殺人課シリーズ　沈黙の虫たち』集英社文庫、2007年
- P・J・トレイシー『ミネアポリス警察署殺人課シリーズ 闇に浮かぶ牛』集英社文庫、2008年
- P・J・トレイシー『ミネアポリス警察署殺人課シリーズ　埋葬』集英社文庫、2009年
- J・D・ロブ『イヴ＆ローク20　赤いリボンの殺意』ヴィレッジブックス、2009年
- J・D・ロブ『イヴ＆ローク23　過去からの来訪者』ヴィレッジブックス、2010年
- ノーラ・ロバーツ『聖夜の殺人者』（上・下）扶桑社、2010年
- アン・フォーティア『ジュリエット』（上・下）角川書店、2011年
- J・D・ロブ『イヴ＆ローク26　殺しはオペラを聞きながら』ヴィレッジブックス、2011年
- アマンダ・クイック『告白はスイートピーの前で』ヴィレッジブックス、2012年
- ミシェル・アルバート『駆け引きはスペードの夜に』ヴィレッジブックス、2013年
- シルヴィア・デイ『ベアード・トゥ・ユー』（上・下) 集英社クリエイティブ、2013年
- シルヴィア・デイ『ベアード・トゥ・ユーⅡ　リフレクティッド・イン・ユー』（上・下）集英社クリエイティブ、2013年
- シルヴィア・デイ『ベアード・トゥ・ユーⅢ　エントワインド・ウィズ・ユー』（上・下）集英社クリエイティブ、2014年
- アマンダ・クイック『金色の目の堕天使』ヴィレッジブックス、2014年
- J・D・ロブ『イヴ＆ローク35　偽りの顔たち』ヴィレッジブックス、2015年
- マヤ・バンクス『星夜とあなたに守られて』ハーパーコリンズ・ ジャパン、2015年
- J・D・ロブ『イヴ＆ローク38　パーティーは復讐とともに』ヴィレッジブックス、2016年
- マヤ・バンクス『天使の傷が癒えるまで』ハーパーコリンズ・ ジャパン、2016年
- マヤ・バンクス『なくした愛を囁いて』ハーパーコリンズジャパン、2016年
- J・D・ロブ『イヴ＆ローク41　孤独な崇拝者』ヴィレッジブックス、2017年
- マヤ・バンクス『あなたの吐息が聞こえる』ハーパーコリンズジャパン、2017年
- マヤ・バンクス『涙のあとに口づけを』ハーパーコリンズジャパン、2018年
- J・D・ロブ『イヴ＆ローク44　狩人の羅針盤』ヴィレッジブックス、2018年
- J・D・ロブ『イヴ＆ローク46　邪悪な死者の誤算』ヴィレッジブックス、2018年
- J・D・ロブ『イヴ＆ローク48　穢れし絆のゲーム』ヴィレッジブックス、2020年
- J・D・ロブ『イヴ＆ローク50　レディ・ジャスティスの裁き』ヴィレッジブックス、2021年